# USS Grissom NCC-638
De USS Grissom NCC-638 is een fictief ruimtevaartuig uit het Star Trekuniversum, uit de derde speelfilm Star Trek III: The Search for Spock.

## Oberth-klasse
De USS Grissom is een Starfleet-ruimteschip van de Oberth-klasse, een van de kleinste lange-afstandschepen van Starfleet. De USS Grissom is 120 meter lang en heeft 13 dekken. Het is een schip voor wetenschappelijk onderzoek, voornamelijk van sterren en planeten. De kapitein van de USS Grissom is J. T. Esteban.
De USS Grissom vervoerde in 2285 lt. Saavik en dr. David Marcus naar de vernietigd door de zogenaamde Genesis-planeet. Nadat zij op de planeet waren afgezet, werd het schip door de Klingon Bird of Prey van kapitein Kruge opgeblazen.

## Trivia
- De USS Grissom is een Oberth-klasse schip: deze klasse werd genoemd naar de Duitse ruimtevaartpionier Hermann Oberth. Het schip zelf is genoemd naar astronaut Virgil Grissom.